# Паппінг

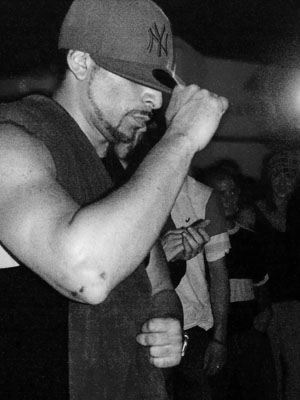
Mr Wiggles

Поппінґ або паппінг (англ. Popping) — це вуличний танець, адаптований на основі попереднього культурного руху Boogaloo (танець у стилі фанк) в Окленді, Каліфорнія. У міру поширення Boogaloo його називали Robottin у Річмонді, штат Каліфорнія, рухи Strutting у Сан-Франциско та Сан-Хосе та танці Strikin у громаді Oak Park у Сакраменто, які були популярні в середині 1960-х до 1970-х років. Згодом паппінг був адаптований із ранніх рухів Boogaloo (танець у вільному стилі) у Фресно, Каліфорнія, наприкінці 1970-х років через каліфорнійські зібрання середніх шкіл з легкої атлетики — West Coast Relays. Танець ґрунтується на ритмах живої фанк-музики та на техніці, де швидко скорочуються та розслабляються м'язи, щоб викликати ривок або раптову зупинку тіла танцюриста, що називається поза, «пап» або «хіт». Це робиться безперервно в ритмі пісні в поєднанні з різними рухами та позами. Його популяризувала танцювальна група з Фресно та Лонг-Біч під назвою Electric Boogaloos, яка змішувала техніку паппінгу з бугалу. Тісно пов'язані ілюзорні танцювальні стилі та техніки часто інтегруються в паппінг, щоб створити більш різноманітне виконання. До цих танцювальних стилів відносяться Робот, Вейвінг і Таттінг. Важливо відрізняти паппінг від брейкінгу та локінгу, з якими його часто плутають. Танцюристів паппінгу називають папперами.
Паппінг розвинувся раніше за культурний рух хіп-хоп, тому вплинув на техніку хіп-хоп танців.

## Термінологія
Як зазначалося раніше, паппінг став загальним терміном (амбрела термін) для групи тісно пов’язаних стилів і технік, укорінених у традиції Boogaloo, які часто поєднували, розвивали або танцювали разом, деякі з яких рідко можна побачити поза контекстом паппінгу. Назва "Паппінг" є назвою окремої танцювальної техніки скорочення м'язів та водночас назвою групи традиційно близьких напрямів: Вейвінг, Таттінг, Глайдинг/Слайдинг, Анімейшн, Робот, Страттінг та інші. Хоч ці стилі й вважаються самостійними напрямами, але часто вживаються в контексті окремої паппінг культури.

## Особливості стилю
Паппінг зосереджується на техніці швидкого скорочення та розслаблення м’язів для створення ефекту поштовху або удару у тілі — пап. Пап можна зосередити на певних частинах тіла, створюючи такі варіанти, як пап руками, ногами, грудьми та шиєю і т.д.
Паппінг танцівники запозичили багато з пантоміми, тому в цьому стилі багато ілюзії створеної за допомогою спеціальних танцювальних технік.

## Фільми та серіали
Є багато кінострічок де персонажі виконують рухи стилю паппінг, вейвінг або робот. Щоправда іноді паппінг там не називають ніяк або називають іншими словами: "брейк", "пап-лок", "робот", "верхній брейк" чи тому подібне.
- Брейкінг (1984) - паппінг виконують Паппін Піт, Паппін Тако, Шаба Ду[en], Boogaloo Shrimp[en] та інші.
- Брейкінг 2 (1984)
- Капітан ІО (1986) - паппінг танцює Майкл Джексон та запрошені танцівники Паппін Піт[en], Паппін Тако, Skeeter rabbit, Jazzy J, Hugo and Donald.
- Крок у перед 2 (2008)
- Крок у перед 3 (2010) - паппінг виконують Madd Chadd та інші.
- Вуличні танці (2010)
- Легіон Екстраординарних Танцівників (2010)[en]
- Вуличні танці (2012)
- Крок у перед 4 (2012)
- Крок у перед 5 (2014)
- Давай танцюй (2019) - паппінг виконують AllStar та інші.
- Рух (2020)[en] - документальний серіал, де в першій серії розповідають про творчий шлях паппера Джона Бугз

## В музичних кліпах
- Майкл Джексон - Трилер (1983) - деякі паппінг танцівники в ролі зомбі
- Music Instructor ft. Flying Steps - Rock Your Body (1998)
- Bomfunk MC's - Freestyler (1999)
- Flying Steps[en] - In Da Arena (2000)
- Flying Steps - We are electric (2000)
- Flying Steps - Breakin' It Down (2001)
- Limp Bizkit - Rollin' (2001)[en] - паппінг танцює Містер Віглз[en]
- Bomfunk MC’s feat. Jessica Folcker - Something Going On (2002)
- Missy Elliott - Work It (2003)[en] - паппінг танцює Містер Віглз[en] та інші
- The Black Eyed Peas - My Humps (2006)[en] - паппінг танцює Паппін Піт
- Flying Steps - Operator (2007)
- Katy Perry - Hot N Cold (2008) - паппінг виконують J Smooth, Day Dey, Slim Boogie, Kid Boogie та інші.
- ZPYZ featuring Flying Steps - Let It Rain (2009)
- Chris Brown - Yeah 3x (2010)[en] - паппінг танцює Кріс Браун, Паппін Піт та інші.
- Justin Bieber ft. Usher - Somebody To Love (2010) - паппінг виконують команди Переотікс[en] , Medea Sirkas та інші.
- Open Kids ft. Quest Pistols Show - Круче всех (2016) - паппінг виконують Boogaloo Freak, Popcorn, AllStar та Pticin.
- Monatik - Кружит (2016) - паппінг виконує Boogaloo Freak
- Jungle - Candle Flame (feat. Erick The Architect) (2023)